# Santo Boma (gevangenis)

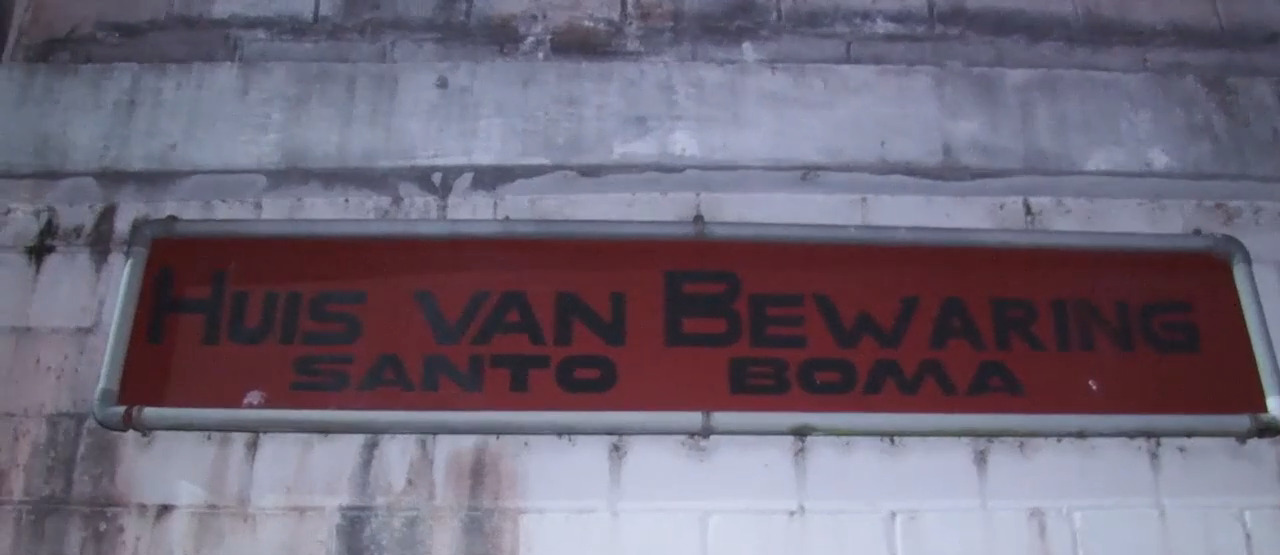
Het bord bij de ingang van Santo Boma

Santo Boma, voluit Huis van Bewaring Santo Boma, is een Surinaamse gevangenis in het dorp Santo Boma, aan de westkant van Lelydorp in het district Wanica, op een half uur rijden vanaf Paramaribo. Naast een afdeling voor mannen zijn er ook afdelingen voor vrouwen en jeugdige gedetineerden.
De Centraal Penitentiaire Inrichting werd in 1967 gebouwd in wat toen nog het district Suriname was. Met het gereedkomen van Santo Boma kwam Fort Zeelandia, dat tot dan dienstdeed als gevangenis, vrij voor andere doeleinden en na de restauratie van dat oude fort werd daarin het Surinaams Museum gehuisvest. Na de Sergeantencoup in 1980 werden door de coupplegers in Santo Boma naast politici ook politie- en legerofficieren vastgezet.

## Trivia
- De film Bolletjes Blues speelt zich deels af binnen de muren van deze gevangenis, waarbij ook meerdere gevangenen een rol kregen in de film.
- Minister van Defensie Lamuré Latour was hier jarenlang gevangenisdirecteur.
- In januari 2023 werd het dak losgeslagen door rukwinden.[2]